# Военная прокуратура Российской Федерации
Главная военная прокуратура — структурное подразделение прокуратуры Российской Федерации, возглавляемое заместителем Генерального прокурора Российской Федерации — Главным военным прокурором. Осуществляет надзор за исполнением законов в Вооружённых силах Российской Федерации, других войсках, воинских формированиях и органах.

## Структура
В систему органов военной прокуратуры входят Главная военная прокуратура, военные прокуратуры военных округов, флотов (флотилии), родов войск, Московская городская военная прокуратура и другие военные прокуратуры. В России действует более 200 гарнизонных военных прокуратур.
Формирование, реорганизация и ликвидация органов военной прокуратуры, определение их статуса, компетенции, структуры и штатов осуществляется Генеральным прокурором Российской Федерации. Назначение и освобождение от должности Главного военного прокурора осуществляет Совет Федерации по представлению Президента Российской Федерации.

## Главные военные прокуроры
- Паничев, Валентин Николаевич, заместитель Генерального прокурора Российской Федерации — начальник Главного управления по надзору за исполнением законов в Вооруженных Силах Российской Федерации (Главный военный прокурор)/заместитель Генерального прокурора Российской Федерации — Главный военный прокурор (13 мая 1994 г., № 936 — 14 мая 1997 г., № 135-СФ)
- Дёмин, Юрий Георгиевич (14 мая 1997 г., № 136-СФ — 28 июня 2000 г., № 173-СФ)
- Кислицын, Михаил Кондратьевич (7 июля 2000 г., № 194-СФ — 14 июня 2002 г., № 262-СФ)
- Савенков, Александр Николаевич (10 июля 2002 г., № 302-СФ — 7 июля 2006 г., № 207-СФ)
- Фридинский, Сергей Николаевич (7 июля 2006 г., № 214-СФ — 26 апреля 2017)
- Петров, Валерий Георгиевич (с 28 июня 2017 г.), государственный советник юстиции 1-го класса

## Известные военные прокуроры
- Философов, Владимир Дмитриевич — первый Главный военный прокурор с 1 сентября 1867 года по 1881 год, генерал-аудитор.
- Вавилов, Афанасий Петрович — С января 1944 по март 1946 — заместитель Прокурора СССР, с марта 1946 по 1954 год — Генерального прокурора СССР. В 1950—1954 годах одновременно Главный военный прокурор.
- Горный, Артём Григорьевич — Главный военный прокурор СССР, генерал-полковник юстиции, возглавлял Главную военную прокуратуру на протяжении почти 29 лет — с 11 февраля 1957 года по 7 января 1986 года.
- Попов, Борис Сергеевич — Главный военный прокурор СССР, генерал-лейтенант юстиции.
- Катусев, Александр Филиппович — Главный военный прокурор — заместитель Генерального прокурора СССР (1989—1991), генерал-лейтенант юстиции, государственный советник юстиции 1-го класса.
- Заика, Леонид Михайлович — первый заместитель Главного военного прокурора (1987—1992), генерал-лейтенант юстиции[3]